# Wojciech Wesołek

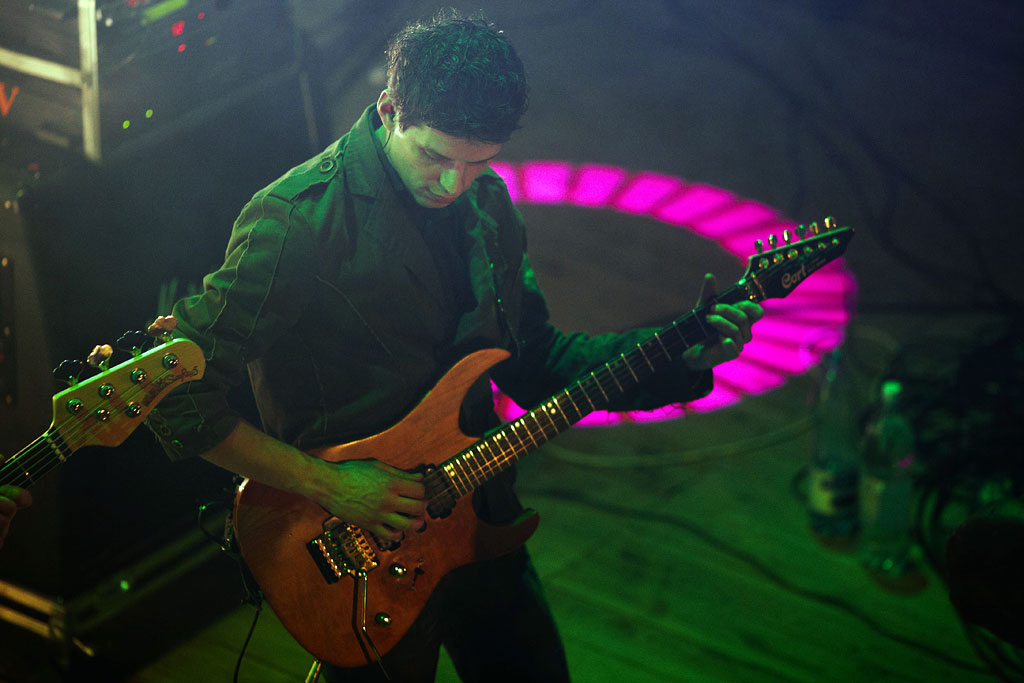

Wojciech Wesołek (ur. 23 kwietnia 1978) — polski gitarzysta, jeden z sześciu członków zespołu muzycznego Universe. Podczas koncertów zespołu występuje również jako drugi wokalista.